# Камара, Тумани
Тумани Камара (нидерл. Toumani Camara; род. 8 мая 2000, Брюссель) — бельгийский профессиональный баскетболист клуба НБА «Портленд Трэйл Блэйзерс».

## Ранние годы
Камара вырос в Брюсселе. Его мать, Энн Ле Докте, имеет бельгийские и гаитянские корни, а его отец родом из Мали. Камара и его старший брат воспитывались исключительно Ле Докте с пяти лет. У него была сестра, которая умерла от болезни легких, когда ей было три месяца. У Камары на правой ноге есть татуировка в виде четырёх бабочек, которая отдает дань уважения его семье: матери, брату, сестре и ему самому.
Камара впервые начал играть в баскетбол под влиянием своего брата. Местная баскетбольная площадка была занята футболистами в течение всего дня, и Камаре приходилось ждать до ночи, чтобы поиграть. Его первым знакомством с американским баскетболом стал мужской баскетбольный турнир NCAA, который транслировался по бельгийскому телевидению. Камара не спал до раннего утра, когда нашёл веб-сайт, транслировавший прямые трансляции игр НБА, и стал поклонником Дуэйна Уэйда, наблюдая, как тот выигрывает чемпионат с «Майами Хит».
Камара стал многообещающим игроком и играл за сборную Бельгии. У его бельгийского тренера был друг, который тренировал в Уэстоне, штат Флорида, и он согласился помочь Камаре найти школу в США. В возрасте 16 лет Камара переехал в США, чтобы поступить в подготовительную школу колледжа Шаминад–Мадонна в Холливуде, штат Флорида.

## Карьера за школу
Камара играл в подготовительной школе колледжа Шаминад–Мадонна, где в среднем набирал дабл-дабл в младших и старших классах. Его приглашали более 30 школ первого дивизиона NCAA. Камара посетил Дейтонский университет и Университет штата Канзас, но 1 октября 2018 года решил перейти в Университет Джорджии, чтобы играть за «Бульдогс».

## Карьера за колледж
Камара в среднем набирал 6,6 очков и делал 4,3 подбора за игру во время своего первого сезона в составе «Бульдогс». Во время своего первого сезона он был товарищем по команде с будущим первым номером драфта НБА 2020 года Энтони Эдвардсом. Он упоминался как возможный кандидат в НБА перед началом своего второго сезона, но его шансы упали. Камара закончил свой второй сезон со средним показателем 12,8 очков и лучшим в команде показателем 7,7 подбора за игру. 1 апреля 2021 года Камара объявил, что он пойдёт на трансферный портал, чтобы развиться больше, играя за другую команду.
8 апреля 2021 года Камара взял на себя обязательство играть за «Дейтон Флайерс». В сезоне 2021/2022 он набирал в среднем 10,9 очков и делал 6,9 подборов, что помогло ему попасть в третью сборную конференции Atlantic 10. Камара подал заявку на драфт НБА 2022 года, но снял свою кандидатуру после процесса проверки. Он был назначен капитаном команды «Флайерс» на сезон 2022/2023 и был единственным игроком четвертого года в составе. Камара набирал в среднем 13,9 очков и делал 8,6 подборов за игру. Он был выбран в первую сборную конференции и сборную защиты.
25 апреля 2023 года Камара объявил, что подал заявку на участие на драфте НБА 2023 года, чтобы отказаться от своего последнего сезона студенческого права. Его пригласили принять участие на драфт-комбайне НБА.

## Профессиональная карьера

### Портленд Трэйл Блэйзерс (2023—настоящее время)
Камара был выбран командой «Финикс Санз» под 52-м номером на драфте НБА 2023 года. Камара подписал четырёхлетний контракт новичка 3 июля 2023 года.
27 сентября 2023 года Камара вместе с Джру Холидэем, Деандре Эйтоном и выбором в первом раунде драфта 2029 года был обменён в «Портленд Трэйл Блэйзерс» в рамках сделки между тремя командами, по которой Дамиан Лиллард перешел в «Милуоки Бакс», а Грейсон Аллен, Юсуф Нуркич, Нассир Литтл и Кеон Джонсон — в «Финикс Санз». Он дебютировал за «Блэйзерс» 25 октября в игре против «Лос-Анджелес Клипперс», где набрал 7 очков, 1 результативную передачу и 2 подбора.. Камара получил перелом левого ребра и небольшую рану почки в конце марта 2024 года, что привело к досрочному завершению сезона новичка. В среднем он набирал 7,5 очков и 4,9 подбора за игру.
30 сентября 2024 года Камара был допущен к тренировочному лагерю.
С 19 января по 6 февраля 2025 года «Портленд» выиграли 10 из 11 игр (команда улучшила свой результат до 23-29 после начала сезона 13-28). Камара сыграл огромную роль в этом повороте событий благодаря своей оборонительной интенсивности и улучшенной стрельбе на 2-м году. В среднем он набирал 11,8 очков за игру, 7,9 подборов за игру и 2,1 передач за игру при 54,9% бросков и 46,9% трехочковых (и в среднем +/- +13,9 за игру). За свою оборонительную игру в феврале он был назван игроком защиты месяца Западной конференции.

## Карьера за сборную
Камара представлял сборную Бельгии для участия на молодёжном чемпионате Европы 2016 года (до 16 лет) в дивизионе B. Во время турнира он в среднем набирал 2,4 очка и делал 2,9 подбора за игру.

## Статистика

### Статистика в НБА
| Сезон                                                                                    | Команда  | Регулярный сезон | Регулярный сезон | Регулярный сезон | Регулярный сезон | Регулярный сезон | Регулярный сезон | Регулярный сезон | Регулярный сезон | Регулярный сезон | Регулярный сезон | Регулярный сезон | Серия плей-офф | Серия плей-офф | Серия плей-офф | Серия плей-офф | Серия плей-офф | Серия плей-офф | Серия плей-офф | Серия плей-офф | Серия плей-офф | Серия плей-офф | Серия плей-офф |
| Сезон                                                                                    | Команда  | GP               | GS               | MPG              | FG%              | 3P%              | FT%              | RPG              | APG              | SPG              | BPG              | PPG              | GP             | GS             | MPG            | FG%            | 3P%            | FT%            | RPG            | APG            | SPG            | BPG            | PPG            |
| ---------------------------------------------------------------------------------------- | -------- | ---------------- | ---------------- | ---------------- | ---------------- | ---------------- | ---------------- | ---------------- | ---------------- | ---------------- | ---------------- | ---------------- | -------------- | -------------- | -------------- | -------------- | -------------- | -------------- | -------------- | -------------- | -------------- | -------------- | -------------- |
| 2023/24                                                                                  | Портленд | 70               | 49               | 24,8             | 45,0             | 33,7             | 75,8             | 4,9              | 1,2              | 0,9              | 0,5              | 7,5              | Не участвовал  | Не участвовал  | Не участвовал  | Не участвовал  | Не участвовал  | Не участвовал  | Не участвовал  | Не участвовал  | Не участвовал  | Не участвовал  | Не участвовал  |
| 2024/25                                                                                  | Портленд | 77               | 77               | 32,8             | 45,6             | 37,0             | 72,2             | 5,8              | 2,2              | 1,5              | 0,6              | 11,3             | Не участвовал  | Не участвовал  | Не участвовал  | Не участвовал  | Не участвовал  | Не участвовал  | Не участвовал  | Не участвовал  | Не участвовал  | Не участвовал  | Не участвовал  |
|                                                                                          | Всего    | 147              | 126              | 29,0             | 45,3             | 35,9             | 73,8             | 5,4              | 1,8              | 1,2              | 0,6              | 9,5              | Не участвовал  | Не участвовал  | Не участвовал  | Не участвовал  | Не участвовал  | Не участвовал  | Не участвовал  | Не участвовал  | Не участвовал  | Не участвовал  | Не участвовал  |
| Наведите курсор мыши на аббревиатуры в заголовке таблицы, чтобы прочесть их расшифровку. |          |                  |                  |                  |                  |                  |                  |                  |                  |                  |                  |                  |                |                |                |                |                |                |                |                |                |                |                |

### Статистика в NCAA
| Сезон | Команда  | Conf        | Class | GP  | GS  | MPG  | FG%  | 3P%  | FT%  | RPG | APG | SPG | BPG | PPG  |
| --- | -------- | ----------- | ----- | --- | --- | ---- | ---- | ---- | ---- | --- | --- | --- | --- | ---- |
| 2019/20 | Джорджия | SEC         | FR    | 32  | 23  | 24,0 | 49,4 | 17,2 | 62,5 | 4,3 | 0,7 | 0,6 | 0,6 | 6,6  |
| 2020/21 | Джорджия | SEC         | SO    | 25  | 25  | 28,4 | 48,6 | 26,3 | 62,1 | 7,7 | 1,6 | 1,2 | 1,1 | 12,8 |
| 2021/22 | Дейтон   | Atlantic 10 | JR    | 34  | 34  | 27,2 | 51,0 | 33,8 | 59,1 | 6,9 | 1,6 | 0,6 | 0,8 | 10,9 |
| 2022/23 | Дейтон   | Atlantic 10 | SR    | 34  | 34  | 30,0 | 54,6 | 36,3 | 66,9 | 8,6 | 1,2 | 1,2 | 0,8 | 13,9 |
| Всего | Всего    | Всего       | Всего | 125 | 116 | 27,4 | 51,3 | 30,7 | 63,1 | 6,9 | 1,4 | 1,0 | 0,6 | 11,0 |
| Наведите курсор мыши на аббревиатуры в заголовке таблицы, чтобы прочесть их расшифровку Статистика приведена с сайта sports-reference.com |          |             |       |     |     |      |      |      |      |     |     |     |     |      |